# NGC 7010
NGC 7010 هي مجرة بيضاوية ضخمة تبعد حوالي 365 مليون سنة ضوئية من الأرض وتقع في كوكبة الدلو. تم اكتشافه من قبل عالم الفلك جون هيرشل في 6 أغسطس 1823، ثم أدرجه لاحقا عالم الفلك الفرنسي غيوم بيغورد.

## الخصائص
NGC 7010 لديه قذائف على شكل هضبة واسعة من النجوم المحيطة بها. وحسب النظرية أن القذائف تشكلت من تراكم مجرة أخرى.

## وصلات خارجية
- NGC 7010 على موقع ويكي سكاي: DSS2, SDSS, GALEX, IRAS, Hydrogen α, X-Ray, Astrophoto, Sky Map, Articles and images